# 薛人仰
薛人仰（1913年11月15日—2006年），字敏铨，福建福州人，中華民國官員。

## 生平
薛人仰1938年毕业于国立中央大学教育系，获学士学位。曾担任过教育部边疆教育委员会秘书、国民党中央组织部专员等。1945年赴台后，又任台北接管委员会委员，臺北縣民政局局长，台湾省教育厅主任督学、主任秘书等职。1948年任臺南縣縣長，同年当选第一届国民大会代表。1952年至1960年间任台湾省议会秘书长。1960年8月任内政部常务次长。1962年在陈诚的引荐下，出任国民党台湾省党部主委。1968年任国民党中央委员会副秘书长。1976年至1979年间出任中华民国驻尼加拉瓜大使，1979年至1981年间改任中華民國駐瓜地馬拉大使。1981年返台后任蒙藏委员会委员长，直至1984年离职。1992年起被聘为总统府国策顾问。他还是第九至十二届中央委员，第十三至十五届中央评议委员。2006年過世。